# آبشار مور کاو
آبشار مور کاو (به انگلیسی: Moore Cove Falls) آبشاری است که در کشور ایالات متحده آمریکا واقع شده‌است و بلندترین ریزشگاه آن ۱۵ متر ارتفاع دارد. حوضهٔ آبریز این آبشار، رود میلس است.